# سیارک ۱۲۹۷۶
سیارک ۱۲۹۷۶ (به انگلیسی: 12976 Kalinenkov، نامگذاری:1976QK1) دوازده هزار و نهصد و هفتاد و ششمین سیارک کشف شده‌است که در ۲۶ اوت ۱۹۷۶ کشف شد.
قدر مطلق سیارک برابر ۲۰.۴ است.